# Little Rock (Iowa)
Little Rock – miasto w Stanach Zjednoczonych, w stanie Iowa, w hrabstwie Lyon. Zgodnie ze spisem statystycznym z 2000 roku, miasto liczyło 489 mieszkańców.